# Maurentius Viðstein
Maurentius Sofus Viðstein (10. december 1892 i Tórshavn - 17. maj 1971 smst.) var en færøsk fagforeningsmand, redaktør og politiker, der var Javnaðarflokkurins første partiformand 1926–1936. Han var redaktør af partiavisen Føroya Social Demokrat 1927–1937 og indvalgt i Lagtinget for Suðurstreymoy 1928–1936.

## Baggrund og politisk karriere
Maurentius Viðstein blev født i Tórshavn i 1892, som søn af Christina (født Joensen) fra Selatrað og J. Poul Andreas Jacobsen (kaldet Dia við Stein) fra Tórshavn. Sønnen tog efternavnet Viðstein som en afledning fra farens øgenavn. Han voksede op ved Sundini og fik aldrig nogen formel uddannelse, men startede sin erhvervskarriere som fisker. Han blev senere arbejdsmand og engagerede sig i arbejderbevægelsens arbejde.
Han var bestyrelsesmedlem og en tid formand i fagforeningen Havnar arbeiðsmannafelag, og senere den første formand i Føroya Arbeiðarafelag 1925–1931. I mellemkrigstiden gik socialismen sin sejrsgang i mange lande, og Viðstein blev en af de fremmeste socialistiske ideologer på Færøerne. Viðstein var medstifter af Javnaðarflokkurin i 1926, og blev partiets første formand. Viðstein blev den første redaktør af partiavisen Føroya Social Demokrat i 1927. Året efter blev han valgt ind i Lagtinget for Suðurstreymoy. Der opstod efterhånden en politisk konflikt mellem Viðstein, som ville følge Komintern, og hans rival Peter Mohr Dam, som ville følge en socialdemokratisk og moderat linje. I 1934 brød Viðstein med Javnaðarflokkurin i Lagtinget, og blev løsgænger. I 1936 trådte han ud av Lagtinget og blev erstattet af Peter Mohr Dam som partiformand. Året efter gik han også af som redaktør af Føroya Social Demokrat.

## Redaktør og forfatter
Efter sin tid som politiker var Viðstein fra 1935 ansat på det nystiftede Dagblaðið, hvor han var typograf og redaktør. Avisen var talerør for Fólkaflokkurin og stærkt separatistisk. Han var redaktør af Dagblaðiðs føljetong Nýtt land 1939–1943, og senere chefredaktør for Dagblaðið 1947–1971. Før sin sin død udgav han en digtsamling og to novellesamlinger.